# مالمبریت
مالمبِرْیِت (به سوئدی: Malmberget) شهری در ناحیه شهری یلیواره در کشور سوئد است. جمعیت این شهر ۸۰۸٫۰۴  نفر است.